# Cantone di Verdun-sur-le-Doubs
Il Cantone di Verdun-sur-le-Doubs era una divisione amministrativa dell'arrondissement di Chalon-sur-Saône.
È stato soppresso a seguito della riforma complessiva dei cantoni del 2014, che è entrata in vigore con le elezioni dipartimentali del 2015.
Comprendeva i comuni di:
- Allerey-sur-Saône
- Les Bordes
- Bragny-sur-Saône
- Charnay-lès-Chalon
- Ciel
- Clux
- Écuelles
- Gergy
- Longepierre
- Mont-lès-Seurre
- Navilly
- Palleau
- Pontoux
- Saint-Gervais-en-Vallière
- Saint-Loup-Géanges
- Saint-Martin-en-Gâtinois
- Saunières
- Sermesse
- Toutenant
- Verdun-sur-le-Doubs
- Verjux
- La Villeneuve